# Valea Mică (okręg Vrancea)
Valea Mică – wieś w Rumunii, w okręgu Vrancea, w gminie Dumitrești. W 2011 roku liczyła 75
mieszkańców